# Periklís Ioannídis
Pour les articles homonymes, voir Ioannidis.
Periklís Ioannídis (en grec moderne : Περικλής Ιωαννίδης), souvent appelé en français Périclès Joannidès, est né le 1er novembre 1881 à Sikionion, près de Corinthe, et décédé le 7 février 1965 à Athènes. Deuxième époux de la princesse Marie de Grèce, c'est un amiral de la marine grecque et le premier gouverneur du Dodécanèse après sa réunion au royaume de Grèce en 1947.

## Biographie
Periklís Ioannídis sort jeune diplômé de l'Académie navale hellénique avec le grade d'enseigne. De 1912 à 1913, il participe en tant que capitaine aux guerres des Balkans. Fervent monarchiste, il reçoit le grade d'amiral de la marine hellénique en mars 1917, alors que la Grèce est profondément divisée par le Schisme national. Cependant, quand Elefthérios Venizélos parvient à prendre le pouvoir en juin, l'homme de mer est arrêté et emprisonné durant trois ans.
Libéré après le retour au pouvoir de Constantin Ier, Ioannídis est chargé du commandement du destroyer Ierax. Peu de temps après, en 1920, il rencontre la princesse Marie de Grèce, qui fait le voyage depuis Brindisi pour rentrer dans son pays. Veuve du grand-duc Georges Mikhaïlovitch de Russie, la jeune femme s'est jurée d'épouser un « Grec de sang » et c'est sur lui qu'elle jette son dévolu. Une idylle se développe et le couple finit par s'unir à Wiesbaden, en Allemagne, en 1922.
Installé à Athènes, le couple quitte la Grèce peu après la proclamation de la Deuxième République hellénique, en 1924, et ce n'est qu'après la restauration de Georges II, en 1935, que Ioannídis et sa femme peuvent revenir séjourner dans leur patrie. Le couple connaît donc de nombreuses années d'exil, d'abord au Royaume-Uni (jusqu'en 1925) puis en Italie (jusqu'en 1934). Il mène une vie discrète et Ioannídis gère les finances du foyer. Malgré tout, les relations des deux époux ne sont pas toujours faciles : la princesse est passionnée par le backgammon et Ioannídis aime les jolies femmes, à qui il n'hésite pas à offrir des bijoux appartenant à son épouse.
À Rome, Ioannídis et sa femme entretiennent des relations cordiales avec la famille royale italienne. Il n'en va pas de même avec Benito Mussolini, que la princesse Marie n'hésite pas à critiquer en public. Après un séjour en Allemagne en 1940, le couple se voit donc interdire l'entrée du territoire italien. Peu de temps après, Marie meurt dans la résidence du diadoque Paul tandis que le pays plonge dans la Seconde Guerre mondiale et que la famille royale est une nouvelle fois contrainte à l'exil (1941).
Une fois la Grèce libérée et Georges II définitivement restauré sur le trône, Ioannídis rentre en Grèce. En 1947, le roi le nomme gouverneur du Dodécanèse, après la restitution du territoire par l'Italie. Ioannídis reste à la tête de l'archipel jusqu'en 1951 puis se retire à Athènes, où il meurt en 1965.
Selon le biographe Ricardo Mateos Sainz de Medrano, Ioannídis est enterré dans son village natal de Sikionion. Cependant, il semble que sa sépulture soit plutôt située au côté de la princesse Marie, à Tatoï,.
Le site web de la Grande Loge de Grèce le donne comme franc-maçon, membre de la loge Panellinion.